# マンハイム - ラシュタット線
マンハイム - ラシュタット線（ドイツ語: Bahnstrecke Mannheim–Rastatt）はドイツ連邦共和国バーデン＝ヴュルテンベルク州マンハイムとラシュタットを結ぶ主要鉄道路線である。過去にこの路線はフランス共和国グラン・テスト地域圏アグノーまで連結された。

## 概要
マンハイム - ラシュタット線はライン地溝帯の内を貫通する。線路はほとんど直線で、巨大な人工的な構造物がない。マンハイム南からノイルスハイムまで列車はライン＝ネッカー郡を、ハクスフェルトまではカールスルーエ郡を通過し、その後カールスルーエへ進入する。バシャイデ信号所の付近からラシュタット駅まではラシュタット郡に属する。

## 歴史

### 本線の開通過程
バーデン本線開通の時、ライン川流域にあるシュヴェッツィンゲンとホッケンハイム地域は鉄道から西側に離れていた。マンハイム市にはこの地域を直接に連結する鉄道が必要だった。南側の経路に関聯して、激しい論議があった。バーデン大公のフリードリヒ1世はリンケンハイム、エゲンシュタイン、ノイロイトを経てカールスルーエ・ミュールブルク門駅に続き、マクスアウ線と共にカールスルーエ中央駅に至る鉄道線の案を出した。一方カールスルーエ市の東側に鉄道を迂回させて、ハイデルベルク - カールスルーエ間路線と連結する方案も模索された。
1870年8月マンハイム - シュヴェツィンゲン - グラベン＝ノイドルフ - エゲンシュタイン - カールスルーエ間がマンハイム市の建設費で完成され、開通日にバーデン邦有鉄道に引き渡された。プロイセン参謀本部はフランスとの軍事的な対立を考慮し、グラベン＝ノイドルフ - カールスルーエ - ラシュタット - ロェシュヴォーグ - アグノー区間の新線の建設を要求した。1895年この新線はカールスルーエ貨物線と共に開通された。新しいカールスルーエ - ラシュタット間は既存区間より短いので、ライン鉄道の列車はこちらを通行し始めた。そしてスタンブル - ラシュタット間は軍事的、戦略的な目的で利用された。一方既存のグラベン＝ノイドルフ - エゲンシュタイン -  カールスルーエ間はハルト線として分離された。1913年カールスルーエ中央駅の移転と共にこの路線は移設された。

### ドイツ連邦鉄道

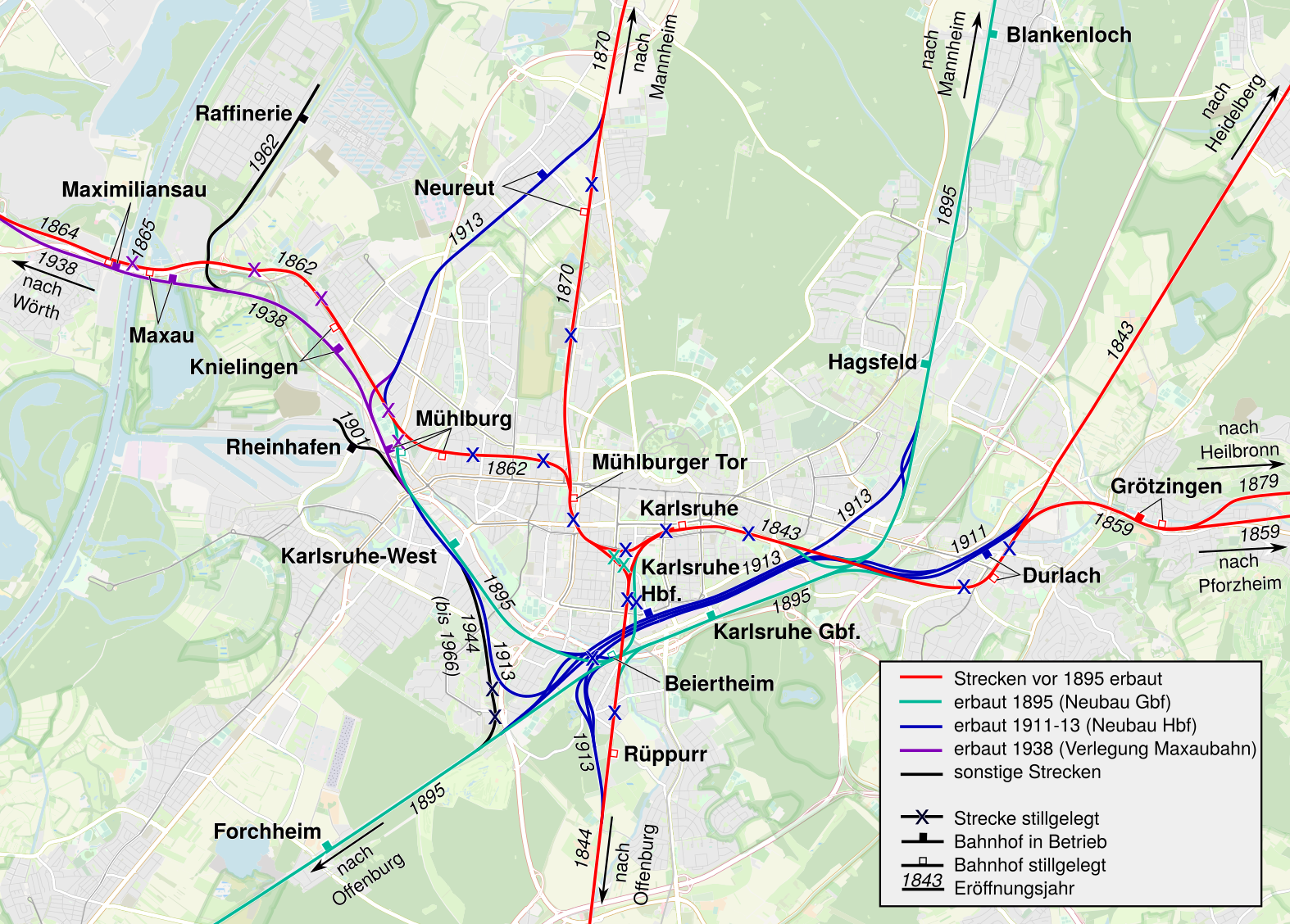
カールスルーエ鉄道網の変遷過程

第二次世界大戦が終わった後、マンハイム - ラシュタット線は電化されて、収益性がない停車場は次々に廃止された。この路線の多い交通量を分散するために、マンハイム-シュトゥットガルト高速線の建設計画ではホッケンハイム - グラベン＝ノイドルフ間の接続も含まれた。この過程でホッケンハイム駅とノイルッスハイム駅が移転された。グラベン＝ノイドルフ - カールスルーエ間には1987年11月から運行速度が200 km/hまで向上された。1989年の初めにブロック信号のポジションを変更し連続列車制御装置を設置するための工事がグラベン＝のイドルフ - カールスルーエ間に始まった。同時に9個所の踏切が取り除かれた。

### ドイツ鉄道
1994年以来カールスルーエ - ラシュタット間にアルプタール交通会社 (Albtal-Verkehrs-Gesellschaft、AVG) の都市広域電車が1時間間隔で運行されている。2000年以来快速列車(Regional-Express、RE)がカールスルーエ中央駅を出発しこの路線を経てマインツ中央駅まで走っている。2002年からS41系統が導入され、カールスルーエ - ラシュタット間の列車運行間隔が昼には20或は40分になった。2017年S41系統はS8系統に変更された。

## 運行形態

### 旅客輸送
マンハイムからカールスルーエまで運行されるICE及びIC列車はモルツァウ分岐点からバーデン・ライン線を経由するが、途中で停車しない。その特急列車はバーゼル或はストラスブール方面に向かう。
マンハイム - カールスルーエ間には普通列車が主な地域輸送の手段であり、ヴァグホイゼルまでは30分間隔で運行される。マインツ - カールスルーエ間の快速列車はグラーベン＝ノイドルフ - カールスルーエ間を経由するが、中間の駅では停車しない。マンハイム - ノイルスハイム間の運賃制はライン＝ネッカー運輸連合 (Verkehrsverbund Rhein-Neckar、VRN) の料金システムの適用区域であり、ヴァクホイゼル - ラシュタット間の運賃制はカールスルーエ運輸連合 (Karlsruher Verkehrsverbund、KVV) の管轄下にある。
- 快速列車 (RE 4) ：フランクフルト - マインツ - ヴォルムス - ルートヴィヒスハーフェン - ゲルマースハイム - グラベン＝ノイドルフ - カールスルーエ。120分間隔。使用車両はFLIRT3。
- Sバーン（S 9）: ビブリス - ヴァルトホフ - マンハイム - ネッカーラウ - ライナウ - ヒルシュアッカー - ノルトシュタット - シュヴェツィンゲン - ホッケンハイム - ノイルスハイム - ヴァークホイセル - ヴィーゼンタール - グラベン＝ノイドルフ - フリードリヒスタール - ブランケンロッホ - ハクスフェルト - カールスルーエ。30分/60分間隔。使用車両はDB463形電車。
- Sバーン (S 7) ：アヘルン - ラシュタット - オェーティクハイム - ビーティクハイム - ドゥルマースハイム - ドゥルマースハイム北駅 - フォルヒハイム - カールスルーエ中央駅広場 - トゥラー町。60分間隔[6]。
- Sバーン (S 8) ：フロイデンシュタット - フォルバッハ - ラシュタット - オェーティクハイム - ビーティクハイム - ドゥルマースハイム - ドゥルマースハイム北駅 - フォルヒハイム - カールスルーエ中央駅広場 - トゥラー町。60分間隔[6]。

### 貨物輸送
マンハイム - ラシュタット間では国際貨物列車が高い頻度で通行している。シュヴェツィンゲン - カールスルーエ間は南北方向輸送の主要通路である。シュヴェツィンゲン以北で大部分の列車は、マイン＝ネッカー鉄道を通じてダルムシュタット方面に、あるいはマンハイム操車場方面に走行する。